# Министерство сельского хозяйства Перу
Министерство сельского хозяйства Перу отвечает за надзор и регулирование аграрного сектора. Штаб-квартира находится в столице страны, Лиме. С 2025 года министерство возглавляет Анхель Манеро Кампос.

## История
Создано 2 января 1943 года правительством президента Мануэля Прадо Угартече, а первым должностным лицом стал Бенджамин Рока Гарсия. Его преемник Годофредо Лабарте переименовал министерство в Министерство сельского хозяйства и продовольствия (исп. Ministerio de Agricultura y Alimentación) — название, которое сохранялось до президентства Хосе Луиса Бустаманте-и-Риверо. Было снова переименовано в 2013 году в Министерство сельского хозяйства и ирригации (исп. Ministerio de Agricultura y Riego) при президентстве Ольянты Умалы. В 2020 году Конгресс Перу присвоил министерству нынешнее название. 

## Организационная структура
- Министр сельского хозяйства
  - Замминистра сельского хозяйства
    - Главное управление аграрной политики
    - Главное управление мониторинга и оценки политики
    - Главное управление межправительственной координации

  - Заместитель министра аграрного развития, политики и надзора
    - Главное управление сельского хозяйства
    - Главное управление животноводства
    - Главное управление аграрных и экологических вопросов
    - Главное управление аграрной инфраструктуры и ирригации

  - Генеральный секретариат
    - Главное управление аграрного планирования и бюджета
    - Главное юридическое управление
    - Главное административное управление
    - Главное управление по кадрам

  - Аграрный консультативный совет
  - Служба внутреннего аудита
  - Общественная прокуратура
  - Главное управление аграрного бизнеса
  - Региональные управления сельского хозяйства
  - Аграрные агентства

### Ведомства, прикреплённые к министерству
- Национальное управление водными ресурсами
- Национальный институт аграрных инноваций
- Национальная аграрная служба здравоохранения
- Агромаркет[2]
- Национальная служба лесного хозяйства и дикой природы
- Специальный проект Jequetepeque Zaña

## Цели
1. Укрепление сельскохозяйственного производства и содействие интеграции сель-хоз организаций в центр управления водосборных бассейнов и производственных цепочек.
2. Поощрение технологических инноваций и обучения, направленных сельхозпроизводителям путём предоставления технической помощи.
3. Создание системы сельскохозяйственной информации, которая позволяет производителям иметь эффективный процесс принятия решений для своего бизнеса.
4. Содействие сельскохозяйственным производителям в доступе к правовой, административной, хозяйственной, финансовой, технической, санитарной и другим видам помощи, позволяющей производителям улучшить их предприятия.
5. Облегчение артикуляции мелких фермерских хозяйств в условиях рыночной экономики, создание политики для правильного использования природных ресурсов.